# Critical Mass (Album)
Critical Mass ist ein Album von Mars Williams und Vasco Trilla. Die am 14. August 2021 in den Thriller Underground Facilities in Barcelona entstandenen Aufnahmen erschienen am 17. Juli 2023 auf Not Two Records. Es waren die letzten Aufnahmen von Mars Williams, der am 20. November 2023 im Alter von 68 Jahren starb.

## Hintergrund
Critical Mass ist das zweite Album des Duos des Chicagoer Holzbläsers Mars Williams mit dem Perkussionisten Vasco Trilla, nach ihrem Album Spiracle (2020). Es wurde wie das Vorgängeralbum am selben Ort, den Thriller Underground Facilities in Barcelona, aufgenommen. Postum erschien 2015 das bereits 2019 entstandene Livealbum Awakening Nature from Her Dream.

## Titelliste
- Mars Williams & Vasco Trilla: Critical Mass (Not Two Records MW 1033)[2]

1. The Shaking Hand that Leaves a Mark 13:00
2. The Tongue Set Free 11:53
3. Fogo 14:46
4. Thin Air 12:58
5. Critical Mass 10:28

Die Kompositionen stammen von Mars Williams und Vasco Trilla.

## Rezeption

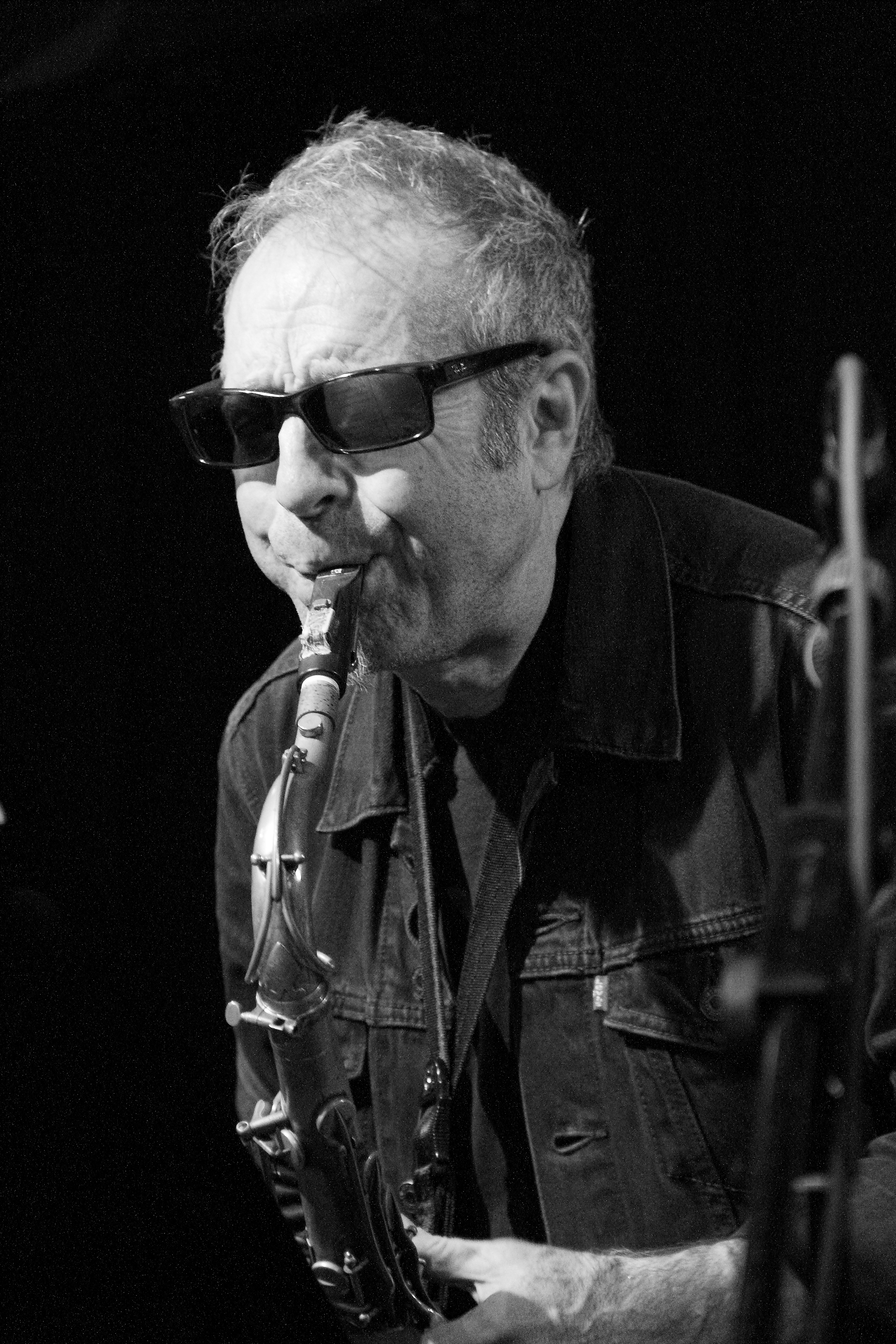
Mars Williams bei einem Auftritt im Club W71 2018

Die Atmosphäre von Critical Mass sei meditativ und exotisch und es klinge wie ein Free-Jazz-Ritual, bei dem Williams und Trilla als Hohepriester fungieren und ihr Publikum auf eine nachdenkliche und introspektive, spirituelle Reise führen, schrieb Eyal Hareuveni in Salt Peanuts. Das Album sei als fünfsätzige Suite aufgebaut, die geheimnisvolle und rätselhafte Klangfarben, kraftvolle und intensive Duelle, die suggestive und nachklingende Verschmelzung von Stimmzungen und perkussiven Klängen sowie viele spielerische Spiele erforsche. Hier ließen Williams und Trilla ihrer klanglichen Fantasie freien Lauf. Sie würden ungewöhnliche erweiterte Atem- und Schlagtechniken mit ausgewogener und organischer, nachdrücklicher und tiefer Hördynamik verwenden. Williams‘ Saxophonstimmen in „The Tongue Set Free“ erinnern an die hypnotischen Tänze der wirbelnden Sufi-Derwische, und Trilla treibe ihn geschickt in einen hoch aufsteigenden Sturm. Auf „Fugu“ würden sie eine zeitlose und magische, exorzierende Zeremonie darbieten, doch auf dem folgenden „Thin Air“ klinge es wie ein futuristisches Werk, freundlich durch kryptische Übertragung einer weit entfernten höheren Intelligenz. Dieses großartige Treffen ende mit dem kathartischen Ausbruch des Titelstücks, das den Kreis zum rituellen Geist des Eröffnungsstücks wieder schließt.